# Lacinipolia conspersa
Lacinipolia conspersa là một loài bướm đêm trong họ Noctuidae.